# David Wilcock
David Wilcock, född 8 mars 1973 i Rotterdam, New York, är bland annat forskare, författare, föreläsare samt filmskapare i Los Angeles, Kalifornien. Han studerade vid State University of New York at New Paltz där han tog en filosofie kandidatexamen i psykologi.
Wilcock är anhängare av new age och hans teorier klassas som pseudovetenskap av etablerade forskare. Han tillhör de främsta förespråkarna av idén att kosmiska händelser skulle inträffa år 2012 vilka skulle förändra livet på jorden för alltid. Hans påståenden om utomjordingar på jorden har inte tagits på allvar av forskarvärlden. Till skillnad från många andra New Age-anhängare menar Wilcock att händelserna som han trodde skulle ske 2012 skulle bli positiva. Han presenterar teorier om hur livet ligger latent i ett intelligent universum, och utvecklas så fort möjlighet finns. Det vill säga att exempelvis likadana arter kan uppstå oberoende av varandra på olika platser av vår planet på grund av att miljön kräver det.

## Bok
- & Wynn Free: The reincarnation of Edgar Cayce. Frog, Berkeley 2004, ISBN 978-1-583-94083-9.
- Source field investigations. The hidden science and lost civilizations behind the 2012 prophecies. Penguin, 2012, ISBN 978-0-452-29797-5.
- The synchronicity key. The hidden intelligence guiding the universe and you. Dutton, New York 2013, ISBN 978-0-525-95367-8.
- The ascension mysteries. Revealing the Cosmic Battle Between Good and Evil. Souvenir, La Verge 2017, ISBN 978-0-285-64363-5.
- Awakening in the Dream. Contact with the Divine. Dutton, New York 2019, ISBN 978-1-5247-4202-7.
- Financial Tyranny.